# Lobelia seguinii
Lobelia seguinii là loài thực vật có hoa trong họ Hoa chuông. Loài này được H.Lév. & Vaniot mô tả khoa học đầu tiên năm 1913.